# Arzignano Grifo Calcio a 5 2009-2010
Questa pagina raccoglie i dati riguardanti l'Arzignano Grifo Calcio a 5, squadra di calcio a 5 militante in serie A, nelle competizioni ufficiali del 2009-2010.

## Rosa
| N° | Naz.                                   | Ruolo      | Sportivo               | Anno     |  |  |
| -- | -------------------------------------- | ---------- | ---------------------- | -------- |  |  |
| 1  | Brasile (bandiera) · Italia (bandiera) | Portiere   | Guilherme Kuromoto     | 16.05.86 |  |  |
| 12 | Italia (bandiera)                      | Portiere   | Marcello Latino        | 30.05.89 |  |  |
| 22 | Italia (bandiera)                      | Portiere   | Stefano Seraglio       | 08.06.90 |  |  |
| 6  | Argentina (bandiera)                   | Difensore  | Pablo Esteban Belsito  | 29.03.86 |  |  |
| -  | Paraguay (bandiera)                    | Difensore  | Carlos Chilavert       | 05.08.76 |  |  |
| 4  | Brasile (bandiera)                     | Universale | Mico                   | 11.06.76 |  |  |
| -  | Brasile (bandiera)                     | Laterale   | Alan                   | 07.09.84 |  |  |
| -  | Brasile (bandiera)                     | Laterale   | João Brancher          | 27.01.92 |  |  |
| 9  | Argentina (bandiera)                   | Laterale   | Leandro Cuzzolino      | 21.05.87 |  |  |
| 7  | Argentina (bandiera)                   | Laterale   | Nicolás Gulizia        | 21.07.83 |  |  |
| -  | Italia (bandiera)                      | Laterale   | Giuseppe Tarantola     |          |  |  |
| -  | Italia (bandiera)                      | Laterale   | Stefano Zerbato        |          |  |  |
| -  | Italia (bandiera)                      | Pivot      | Piergiorgio Castronovi | 24.12.90 |  |  |
|    | Spagna (bandiera)                      | Allenatore | Julio Fernández        | 05.04.61 |  |  |